# Norwalk, Iowa
Norwalk este un oraș din comitatul Polk, statul Iowa din Statele Unite ale Americii.
1. ↑   https://www.norwalk.iowa.gov/government/mayor___city_council.php, accesat în 29 februarie 2024 Lipsește sau este vid: |title= (ajutor)
2. ↑  2010 U.S. Gazetteer Files, accesat în 9 iulie 2020